# Diamond 13
Diamond 13 (Originaltitel: Diamant 13) ist ein französisch-belgisch-luxemburgischer Kriminalfilm von Gilles Béhat aus dem Jahr 2009 nach dem Roman L'Etage des Morts von Hugues Pagan.

## Handlung
Im Mittelpunkt des Films steht die für Schwerkriminalität zuständige 13. Abteilung der französischen Kriminalpolizei in Paris. Auf die als besonders hart bekannte Division verweist schon der Titel. Mat, ein abgebrühter und im Dienst ergrauter Kriminalpolizist im Nachtdienst, nimmt es mit der Legalität nicht sehr genau und überschreitet gerne Dienstvorschriften. Sein Jugendfreund, Franck Novak, schwer krank und Drogenfahnder in Rente, hat die Fronten gewechselt und sich in kriminelle Machenschaften im Drogenhandel verstrickt. Mat verschließt davor zunächst die Augen. Doch eines Tages geht Franck einen Schritt zu weit, als er seinem Freund ein ganz großes Ding schmackhaft macht. Mat geht auf den Deal zunächst ein und wird in einen Strudel von Gewalt hineingezogen.

## Hintergrund
Das Budget betrug 6,85 Millionen €. Die Dreharbeiten begannen am 18. Februar 2008. Kinostart in Frankreich war am 21. Januar 2009.

## Kritiken
„Depardieu walzt, grunzt und schnauft sich durch einen unnötig brutalen Neo-Noir-Krimi, wie er vielleicht in den achtziger Jahren angesagt gewesen wäre. Heute wirkt das Getue vom Bullenschwein mit dem goldenen Herzen eher peinlich. Am schlimmsten aber ist die grob zusammengehauene Story, die sich in immer unglaubwürdigeren Wendungen verheddert. Fazit: Extrem grobschlächtig und dazu altbacken.“

„Durchschnittlicher Thriller über einen Cop mit Problemen, der inszenatorisch keine Besonderheiten bietet.“

„Hochkarätig besetzter Cop-Thriller mit düsterer Personenzeichnung, der mit dem hohen Niveau anderer französischer Genrefilme Schritt halten kann.“